# László Csány

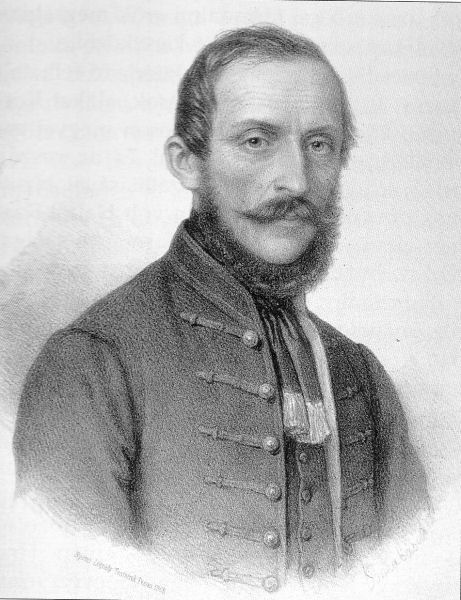
László Csány.

László (Ladislaus) Csány, född 1790, död den 10 oktober 1849, var en ungersk frihetshjälte.
Csány var ursprungligen militär och jurist. Csány var en av dem som organiserade revolutionen 1848–1849 och var under frihetskampen en av de ledande krafterna. Efter självständighetsförklaringen blev kan kommunikationsminister i Lajos Kossuths ministär, och uppgav inte striden förrän efter Artúr Görgeys kapitulation vid Világos 13 augusti 1849. Han utlämnades därefter av ryssarna till Österrike och avrättades samma år.